# Sabine Stiefbold
Sabine Stiefbold (...) è una sciatrice tedesca paralimpica, che ha rappresentato la Germania Ovest nello sci alpino ai Giochi paralimpici invernali del 1980 e del 1984, vincendo in totale cinque medaglie, di cui una medaglia d'oro, due medaglie d'argento e due medaglie di bronzo.

## Carriera
A Geilo 1980, Stiefbold si è classificata al 3º posto nello slalom gigante 3B con un tempo di 3:15.88	(al 1º posto Brigitte Madlener che ha concluso la gara in 2:52.86 e al 2º posto Sabine Barisch in 3:13.47) e al 4º posto nello slalom speciale in 3:13.47).
Quattro anni più tardi, a Innsbruck, la sciatrice ha conquistato un totale di quattro medaglie: oro nello slalom speciale LW5/7 (con un tempo realizzato di 1:33.78), due argenti (nelle gare di slalom gigante in 1:48.22 e supercombinata alpina in 2:48.72) e un bronzo nella discesa libera (bronzo con un tempo di 1:36.27, oro per l'atleta austriaca Brigitte Madlener in 1:24.92 e argento alla connazionale Sabine Barisch in 1:27.65); tutte le gare si sono svolte nella categoria LW5/7.

## Palmarès

### Paralimpiadi
- 5 medaglie:
  - 1 oro (slalom speeciale LW5/7 a Innsbruck 1984)
  - 2 argenti (slalom gigante LW5/7 e supercombinata LW5/7 a Innsbruck 1984)
  - 2 bronzi (slalom gigante 3B a Geilo 1980; discesa libera LW5/7 a Innsbruck 1984)